# Jordan Smith (baseball)
Pour les articles homonymes, voir Jordan Smith.
Jordan Smith (né le 4 février 1986 à American Fork, Utah, États-Unis) est un lanceur droitier de baseball qui joue en 2010 et 2011 dans les Ligues majeures avec les Reds de Cincinnati.

## Carrière
Jordan Smith est sélectionné en sixième ronde par les Reds de Cincinnati en 2006. À l'origine lanceur partant, il est converti en lanceur de relève dans les ligues mineures à partir de 2010.
Smith joue sa première partie dans les majeures avec Cincinnati le 15 juin 2010. Il entre dans le match entre les Reds et les Dodgers de Los Angeles en neuvième manche, alors que Cincinnati perd 12-0. Il ne donne aucun point supplémentaire à l'adversaire.
Le jeune droitier effectue 37 sorties en relève pour les Reds pendant la saison 2010, totalisant 42 manches au monticule. Il affiche un dossier victoires-défaites de 3-2 avec un sauvetage et une moyenne de points mérités de 3,86. Il protège sa première victoire dans les majeures le 21 juin dans un gain des Reds à Oakland et signe son premier gain en carrière le 1er juillet lors d'une visite aux Cubs de Chicago.
Il dispute 54 matchs et lance 62 manches au total pour Cincinnati en 2010 et 2011 : sa fiche est de 3 victoires, deux défaites avec un sauvetage, 39 retraits sur des prises et une moyenne de points mérités de 4,94.
Il joue dans les mineures jusqu'en 2012 dans l'organisation des Reds puis évolue en 2013 pour un club-école des Marlins de Miami.

## Statistiques
| Saison | Équipe     | G  | GS | CG | SHO | V | D | SV | IP   | SO | ERA  |
| ------ | ---------- | -- | -- | -- | --- | - | - | -- | ---- | -- | ---- |
| 2010   | Cincinnati | 37 | 0  | 0  | 0   | 3 | 2 | 1  | 42.0 | 26 | 3,86 |
| Totaux | Totaux     | 37 | 0  | 0  | 0   | 3 | 2 | 1  | 42.0 | 26 | 3,86 |

Note : G = Matches joués ; GS = Matches comme lanceur partant ; CG = Matches complets ; SHO = Blanchissages ; 
V = Victoires ; D = Défaites ; SV = Sauvetages ; IP = Manches lancées ; SO = Retraits sur des prises ; ERA = Moyenne de points mérités.